# Anders Sterner
Anders Sterner (i riksdagen kallad Sterner i Linköping), född 1 april 1843 i Svensköp, död 21 maj 1911 i Linköpings domkyrkoförsamling, var en svensk läroverksadjunkt och politiker (liberal).
Anders Sterner blev inskrevs 1870 vid Lunds universitet, där han blev filosofie kandidat 1874 och filosofie licentiat 1879. Under studietiden var han bland annat engagerad i Sällskapet CC där han var "Cancelli-Mästare" 1875–1877. Efter ett par kortare anställningar som adjunkt vid Norra Real (1880) och amanuens vid Riksarkivet (1881) verkade Sterner som adjunkt i engelska, tyska och franska vid Linköpings högre allmänna läroverk 1885–1909. I Linköping satt han även i stadsfullmäktige 1891–1907 samt 1909–1911, och han var också ordförande för Linköpings arbetarförening 1897–1911. Sterner var även litterärt verksam, och i samband med sin död beskrevs han i tidningen Hvar 8 dag som "framstående tillfällighetspoet o. föreläsare".
Han var riksdagsledamot i andra kammaren för Linköpings stads valkrets 1903–1905. Som kandidat för frisinnade landsföreningen anslöt han sig vid invalet till dess riksdagsparti Liberala samlingspartiet. I riksdagen engagerade han sig bland annat i fattigvårdsfrågor och skolpolitik.
Sterner var från 1880 gift med Fredrique Elisabeth Wetterqvist (född 1851).